# Alfred Clifton Hughes

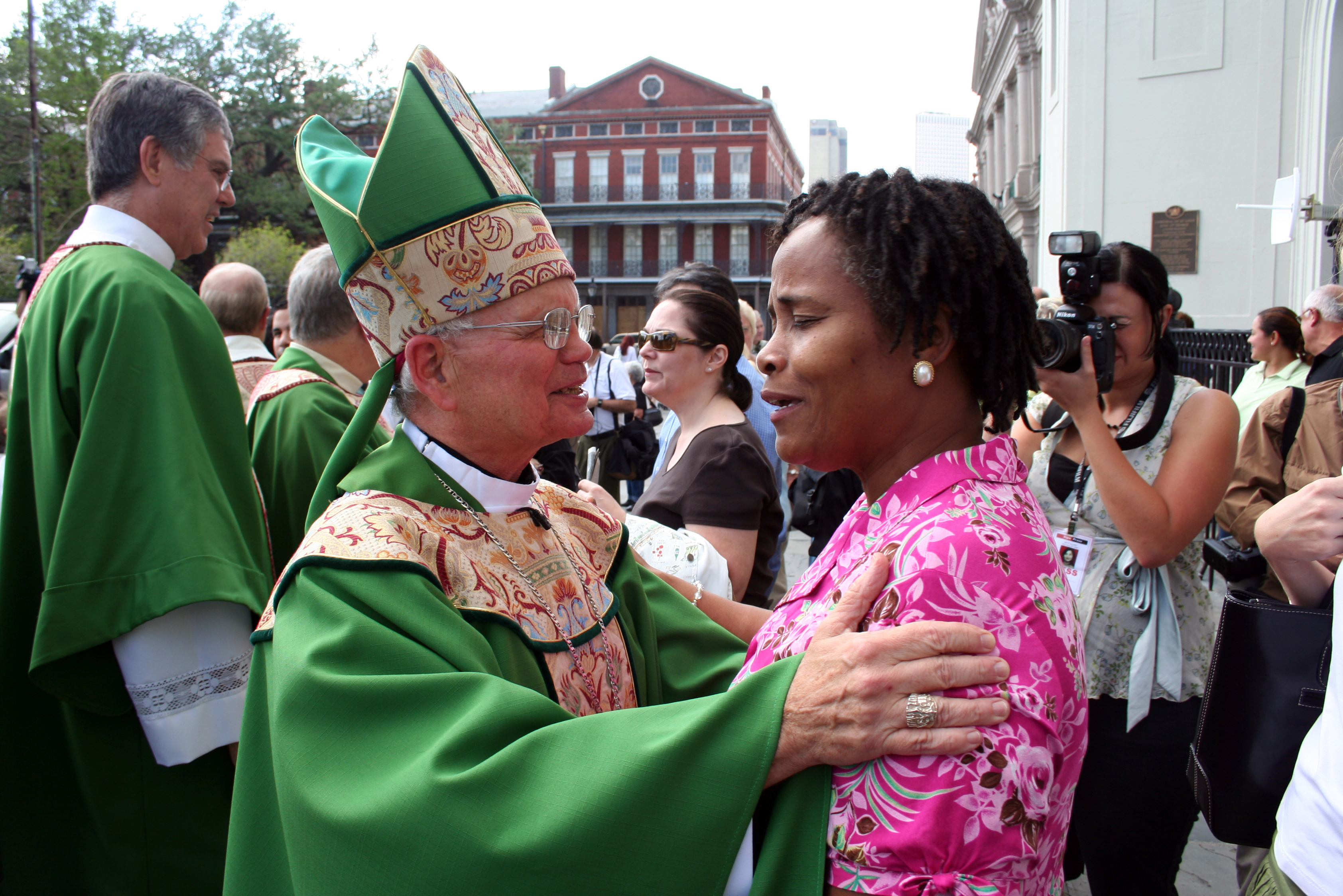
Alfred Clifton Hughes vor der St. Louis Cathedral, einen Monat nach dem Hurrikan Katrina

Erzbischofswappen

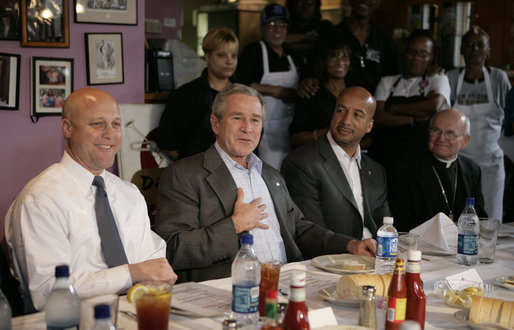
Alfred Clifton Hughes (ganz rechts) mit New Orleans’ Bürgermeister Ray Nagin, Präsident George W. Bush und Louisianas Vizegouverneur Mitch Landrieu

Alfred Clifton Hughes (* 2. Dezember 1932 in Boston) ist ein US-amerikanischer römisch-katholischer Geistlicher und emeritierter Erzbischof von New Orleans.

## Leben
Alfred Clifton Hughes empfing am 15. Dezember 1957 die Priesterweihe für das Erzbistum Boston.
Papst Johannes Paul II. ernannte ihn am 21. Juli 1981 zum Weihbischof in Boston und Titularbischof von Maximiana in Byzacena. Der Erzbischof von Boston, Humberto Sousa Kardinal Medeiros, spendete ihm am 14. September desselben Jahres die Bischofsweihe; Mitkonsekratoren waren die Bostoner Weihbischöfe Thomas Vose Daily und John Michael D’Arcy.
Am 7. September 1993 wurde er zum Bischof von Baton Rouge ernannt und am 4. November desselben Jahres in das Amt eingeführt. Am 16. Februar 2001 wurde er zum Koadjutorerzbischof von New Orlean ernannt. Mit der Emeritierung Francis Schultes folgte er ihm am 3. Januar 2002 als Erzbischof von New Orleans nach. Papst Benedikt XVI. nahm am 12. Juni 2009 sein altersbedingtes Rücktrittsgesuch an.
Alfred Hughes ist Großoffizier des Ritterordens vom Heiligen Grab zu Jerusalem und war Großprior der US-amerikanischen Statthalterei USA Southeastern des Ritterordens.